# Harpagiferidae
Harpagiferidae é uma família de peixes da subordem Notothenioidei.

## Lista de géneros
Segundo ITIS:
- subfamília Artedidraconinae  (não reconhecido por FishBase que adopta a família Artedidraconidae colocada nos Perciformes)
  - género Artedidraco Lönnberg, 1905
  - género Dolloidraco Roule, 1913
  - género Histiodraco Regan, 1914
  - género Pogonophryne Regan, 1914
- subfamília Harpagiferinae
  - género Harpagifer Richardson, 1844

Segundo FishBase:
- género Harpagifer
  - Harpagifer andriashevi  Prirodina, 2000
  - Harpagifer antarcticus  Nybelin, 1947
  - Harpagifer bispinis  (Forster, 1801)
  - Harpagifer georgianus  Nybelin, 1947
  - Harpagifer kerguelensis  Nybelin, 1947
  - Harpagifer macquariensis  Prirodina, 2000
  - Harpagifer nybelini  Prirodina, 2002
  - Harpagifer palliolatus  Richardson, 1845
  - Harpagifer spinosus  Hureau, Louis, Tomo & Ozouf, 1980